# Quevauvillers
Quevauvillers és un municipi francès situat al departament del Somme i a la regió dels Alts de França. L'any 2007 tenia 1.030 habitants.

## Demografia

### Població

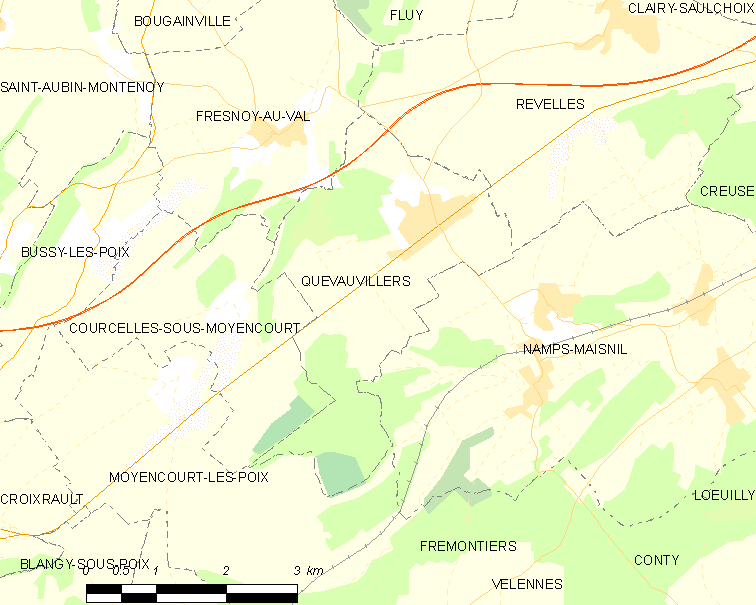
mapa del municipi

El 2007 la població de fet de Quevauvillers era de 1.030 persones. Hi havia 387 famílies de les quals 96 eren unipersonals (31 homes vivint sols i 65 dones vivint soles), 115 parelles sense fills, 172 parelles amb fills i 4 famílies monoparentals amb fills.
La població ha evolucionat segons el següent gràfic:
Habitants censats

### Habitatges

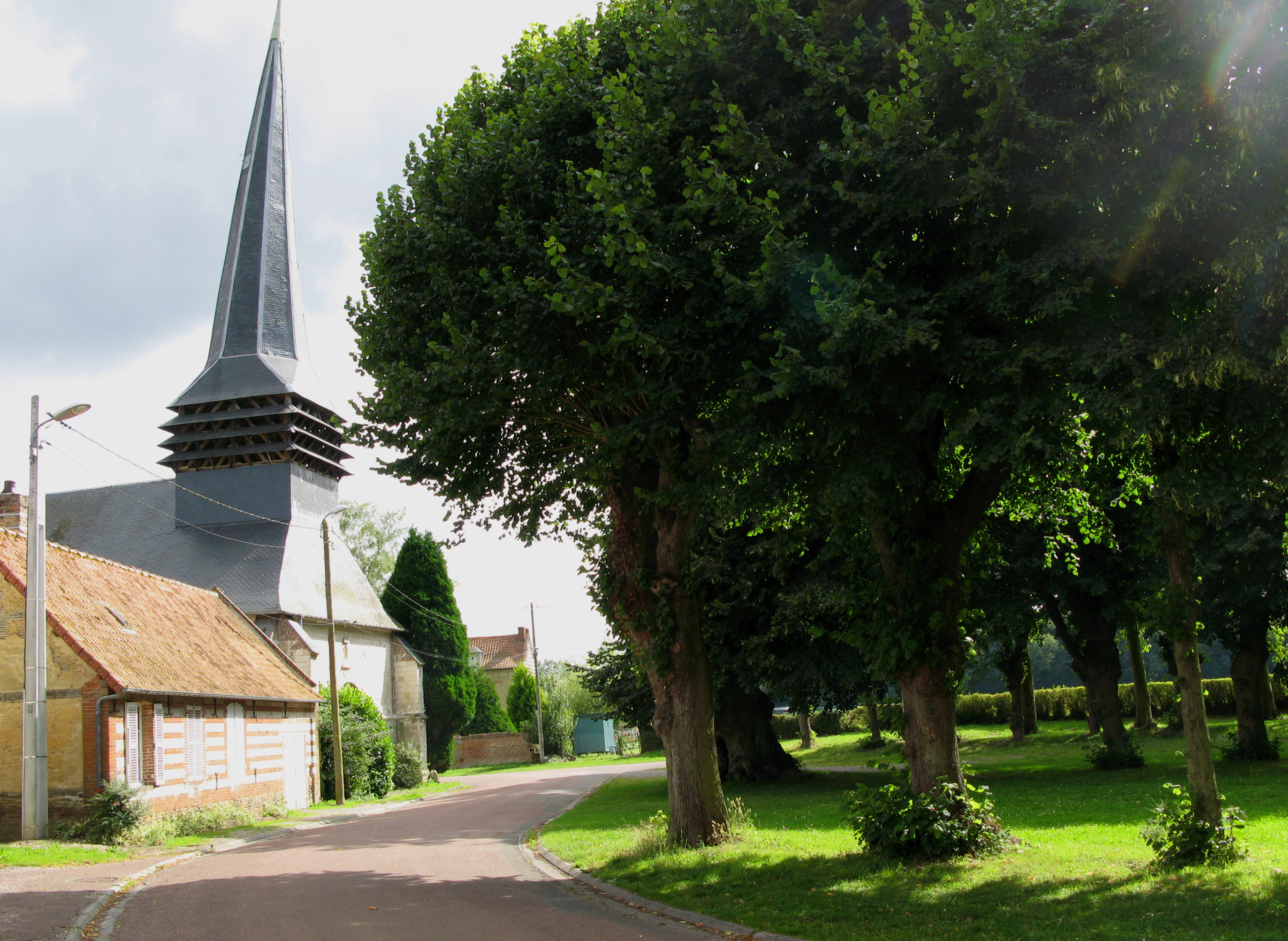

El 2007 hi havia 440 habitatges, 408 eren l'habitatge principal de la família, 2 eren segones residències i 29 estaven desocupats. 385 eren cases i 39 eren apartaments. Dels 408 habitatges principals, 284 estaven ocupats pels seus propietaris, 118 estaven llogats i ocupats pels llogaters i 7 estaven cedits a títol gratuït; 14 tenien una cambra, 19 en tenien dues, 53 en tenien tres, 93 en tenien quatre i 229 en tenien cinc o més. 278 habitatges disposaven pel capbaix d'una plaça de pàrquing. A 160 habitatges hi havia un automòbil i a 185 n'hi havia dos o més.

### Piràmide de població

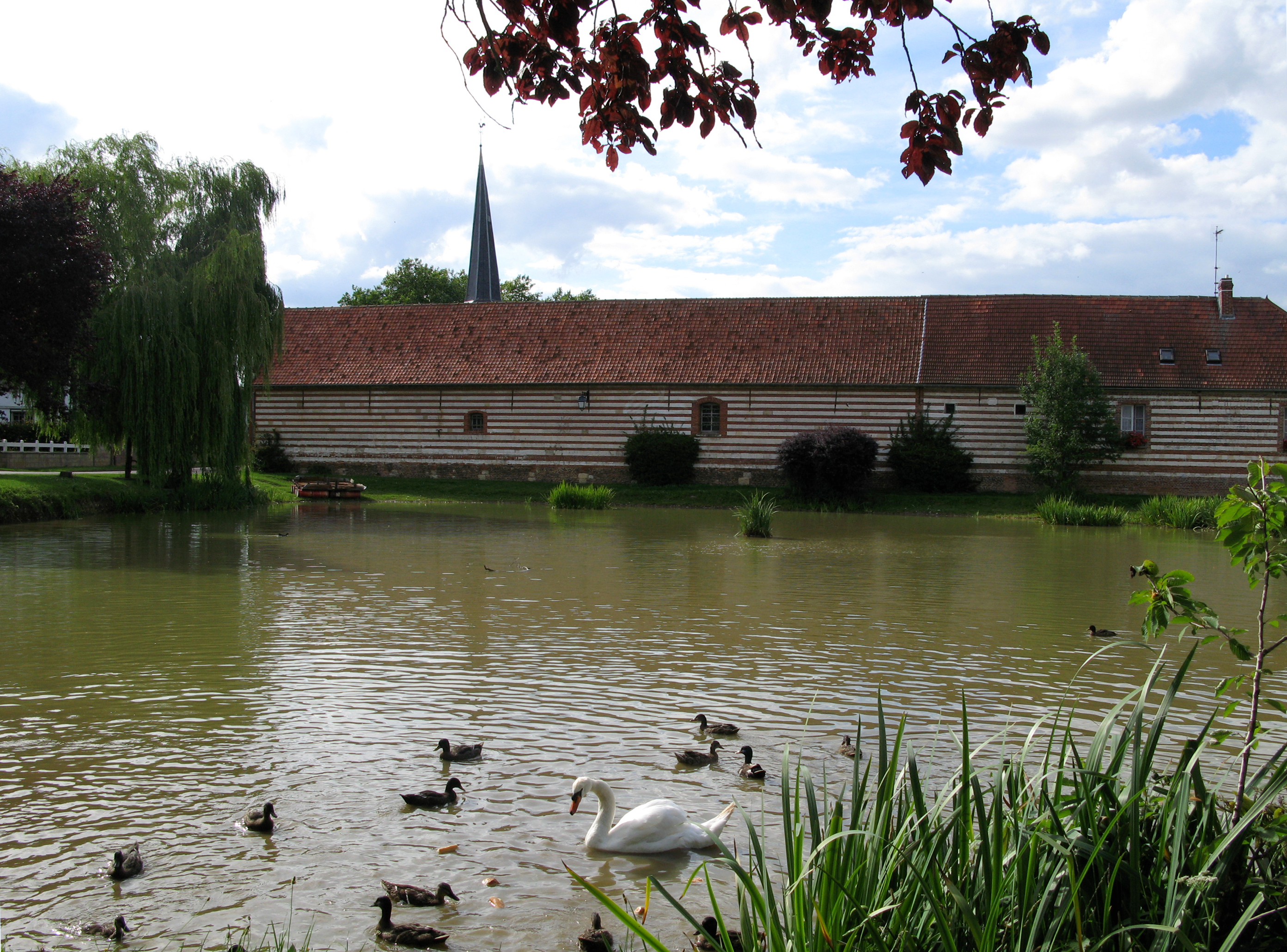

La piràmide de població per edats i sexe el 2009 era:
| Homes | Edats   | Dones |
| ----- | ------- | ----- |
| 0     | 95 o +  | 0     |
| 0     | 90 a 94 | 4     |
| 0     | 85 a 89 | 16    |
| 8     | 80 a 84 | 12    |
| 16    | 75 a 79 | 28    |
| 16    | 70 a 74 | 12    |
| 12    | 65 a 69 | 24    |
| 32    | 60 a 64 | 16    |
| 8     | 55 a 59 | 24    |
| 32    | 50 a 54 | 44    |
| 60    | 45 a 49 | 44    |
| 64    | 40 a 44 | 56    |
| 24    | 35 a 39 | 40    |
| 8     | 30 a 34 | 24    |
| 56    | 25 a 29 | 40    |
| 48    | 20 a 24 | 44    |
| 32    | 15 a 19 | 72    |
| 40    | 10 a 14 | 32    |
| 20    | 5 a 9   | 28    |
| 28    | 0 a 4   | 20    |

## Economia

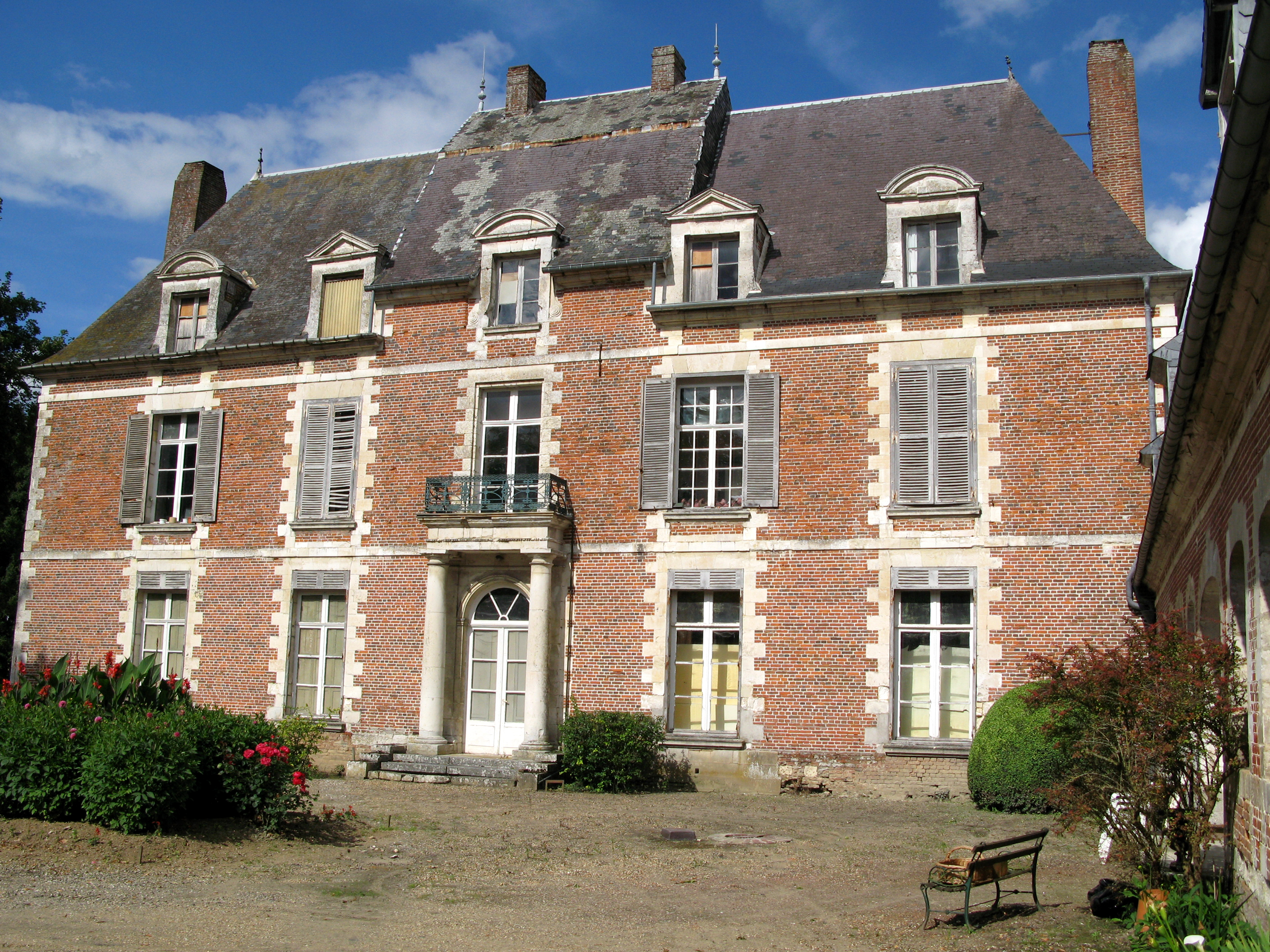
castell

El 2007 la població en edat de treballar era de 696 persones, 533 eren actives i 163 eren inactives. De les 533 persones actives 487 estaven ocupades (270 homes i 217 dones) i 46 estaven aturades (22 homes i 24 dones). De les 163 persones inactives 57 estaven jubilades, 57 estaven estudiant i 49 estaven classificades com a «altres inactius».

### Ingressos
El 2009 a Quevauvillers hi havia 426 unitats fiscals que integraven 1.092 persones, la mediana anual d'ingressos fiscals per persona era de 18.351 €.

### Activitats econòmiques
Dels 60 establiments que hi havia el 2007, 1 era d'una empresa extractiva, 2 d'empreses alimentàries, 5 d'empreses de fabricació d'altres productes industrials, 10 d'empreses de construcció, 12 d'empreses de comerç i reparació d'automòbils, 1 d'una empresa de transport, 2 d'empreses d'hostatgeria i restauració, 3 d'empreses financeres, 1 d'una empresa immobiliària, 7 d'empreses de serveis, 10 d'entitats de l'administració pública i 6 d'empreses classificades com a «altres activitats de serveis».
Dels 16 establiments de servei als particulars que hi havia el 2009, 1 era una oficina de correu, 1 una oficina bancària, 2 tallers de reparació d'automòbils i de material agrícola, 2 paletes, 1 guixaire pintor, 3 lampisteries, 1 electricista, 3 perruqueries, 1 restaurant i 1 agència immobiliària.
Dels 4 establiments comercials que hi havia el 2009, 1 era una botiga de menys de 120 m², 2 carnisseries i 1 una joieria.
L'any 2000 a Quevauvillers hi havia 11 explotacions agrícoles que ocupaven un total de 696 hectàrees.

## Equipaments sanitaris i escolars
L'únic equipament sanitari que hi havia el 2009 era una farmàcia.
El 2009 hi havia una escola elemental.

## Poblacions més properes
El següent diagrama mostra les poblacions més properes.